# كينغسلي فليتشير
كينغسلي فليتشير (بالإنجليزية: Kingsley Fletcher)‏ هو مبشر أمريكي، ولد في 1 أبريل 1956.